# Râul Sărăcinești
Râul Sărăcinești este un curs de apă, afluent al râului Olt. 